# De perlas y cicatrices
De perlas y cicatrices es el tercer libro publicado por el escritor chileno Pedro Lemebel. Esta recopilación de crónicas salió originalmente en 1998, en LOM Ediciones, Santiago de Chile. Se trata de textos para el programa Cancionero de Radio Tierra. Presentado por el mismo Lemebel, el volumen está dividido en 8 partes y contiene 71 crónicas. Seix Barral Chile la reeditó en 2010.
Cada una de las partes o "capítulos arranca de una o más referencias al cancionero popular, las que les dan sentido y les proporcionan una atmósfera, como señala su autor: El gorgoreo de la emoción, el telón de fondo pintado por bolereados, rockeados o valseados contagios, se dispersó en el aire radial que aspiraron los oyentes".
Estas crónicas contribuyeron a afianzar "su singular voz literaria, que mezclaba lo barroco y lo marginal en un tono de provocación y resentimiento".

## Contenido
- Sombrío fosforecer
  - Las joyas del golpe
  - Las orquídeas negras de Mariana Callejas (o "el Centro Cultural de la Dina")
  - El cura de la tele ("olor a azufre en la sacristía")
  - La visita de la Thatcher (o "el vahído de la vieja dama")
  - Gloria Benavides (o "era una gotita en la C.N.I.")
  - El encuentro con Lucía Sombra (o "nunca creí que fueran de carne y hueso")
  - Los sombreros de la Piñeiro
  - Las campanadas del once (o "¿te imaginas Pichy qué hubiera sido de nosotros?")

- Dulce veleidad
  - Palmenia Pizarro (o "el regreso del cariño malo")
  - La Leva (o "la noche fatal para una chica de la moda")
  - Camilo Escalona (o "sólo sé que al final olvidaste el percal")
  - El exilio fru-frú (o "había una fonda en Montparnasse")
  - El Gorrión de Conchalí (o "las amargas cebollas de Zalo Reyes en la TV")
  - La Quintrala de Cumpeo (o "Raquel), la soberbia hecha mujer")
  - Don Francisco (o "la virgen obesa de la TV")
  - El romance musical de los sesenta (o "los dientes postizos de la Nueva Ola")

- De misses top, reinas lagartijas y otras acuarelas
  - Rosa María Mac Pato (o "las cachas doradas del arte")
  - Cecilia Bolocco (o "besos mezquinos para no estropear el maquillaje")
  - La tristeza de Bambi (o "una estrella sudaca en el cielo europeo")
  - Miriam Hernández (o "una canción de amor en la ventana del bloque")
  - Martita Primera (o "esos grandes botones de la moda presidencial")
  - Las sirenas del café (o "el sueño top model de la Jacqueline")
  - El Bim Bam Bum (o "cascadas de marabú en la calle Huérfanos")
  - Geraldine Chaplin (o "¿sabes linda si Zhivago atiende sida?")
  - Del Carmen Bella Flor (o "el radiante fulgor de la santidad")

- Sufro al pensar
  - Claudia Victoria Poblete Hlaczik (o "un pequeño botín de guerra")
  - "Los cinco minutos te hacen florecer"
  - Carmen Gloria Quintana (o "una página quemada en la feria del libro")
  - Karin Eitel (o "la cosmética de la tortura, por Canal 7 y para todo espectador")
  - Corpus Christi (o "la noches de los alacranes")
  - Ronald Wood ("A ese bello lirio despeinado")
  - La Payita (o "la puerta se cerró detrás de ti")
  - El informe Rettig (o "recado de amor al oído insobornable de la memoria")

- Río rebelde
  - El río Mapocho (o "el Sena de Santiago, pero con cauces")
  - Dean Reed (o "del rock a la odisea marxista")
  - La República Libre de Ñuñoa (o "parece que nos dejó el taxi, Lennon")
  - Los Prisioneros (o "el grito apagado de los ochenta")
  - El garage Matucana Nueve (o "la felpa humana de un hangar")
  - Flores de sangre para mamá (o "la rebeldía llagada de un tatuaje")
  - Noche de toma en la Universidad de Chile (o "me gustan los estudiantes")
  - Un letrero Soviet en el techo del bloque
  - El Paseo Ahumada (o "la marea humana de un caudaloso vitrinear")
  - La inundación

- Quiltra lunera
  - La loca del carrito (o "el trazo casual de un peregrino frenesí")
  - "Solos en la madrugada" (o "el pequeño delincuente que soñaba ser feliz")
  - La historia de Margarito
  - La muerte de Condorito (o "recuerdos de Pelotillehue")
  - Las Amazonas de la Colectiva Lésbica Ayuquelén
  - Bárbara Délano (o "una perla de luna que naufragó con el sol")
  - El cumpleaños de Ricacho Polvorín
  - Memorias del quiltraje urbano (o "el corre que te pillo del tierral")
  - Flores plebeyas (o "el entierrado verdor del jardín proleta")

- Relamido frenesí
  - La comuna de Lavín (o "Había un a vez un lindo pueblito que se llamaba Las Condes")
  - El país de los récords (o "el mojón más largo del mundo")
  - I love you Mac Donald (o "el encanto de la comida chatarra")
  - El barrio Bellavista
  - Viña del Mar (o "un jardín en huelga de aburrimiento")
  - El test antidoping (o "vivir con un submarino policial en la sangre")
  - La ciudad con terno nuevo (o "un extraño en el paraíso")
  - El Festival de Viña
  - El Metro de Santiago (o "esa azul radiante rapidez")
  - Los albores de La Florida (o "sentirse rico, aunque sea en miniatura")

- Soberbia calamidad, verde perejil
  - Nevada de plumas sobre un tigre en invierno
  - La bruma del verano leopardo
  - Presagio dorado para un Santiago otoñal
  - Los tiritones del temblor (o "afirma la tele, niña")
  - Tu voz existe (o "el débil quejido de la radio A.M.")
  - Un domingo de Feria Libre (o "la excusa regatera del dime que te diré")
  - La sinfonía chillona de las candidaturas (o "Todos alguna vez fuimos jóvenes idealistas")
  - El Hospital del Trabajador (o "El sueño quebrado del doctor Allende")
  - Los floristas de La Pérgola